# Euriphene intermixta
Euriphene intermixta är en fjärilsart som beskrevs av Aurivillius 1904. Euriphene intermixta ingår i släktet Euriphene och familjen praktfjärilar. Inga underarter finns listade i Catalogue of Life.